# Flying Mile
La Flying Mile è una pista sciistica situata a Mont-Tremblant, in Canada. Sul pendio, che si snoda sul monte omonimo, si tengono gare di slalom gigante della Coppa del Mondo di sci alpino.

## Tracciato
La pista sciistica scende dalla vetta del Flying Mile Peak verso l'abitato di Mont-Tremblant, sulle rive dell'omonimo lago. Il pendio è servito da una seggiovia che porta il nome della pista ed è stata costruita nel 1994. Il tracciato è rettilineo, parte da 565 metri sul livello del mare e con una lunghezza di 1200 metri giunge a compierne 230 di dislivello, fino ai 335 metri del centro abitato. La pista è caratterizzata da una scarsa pendenza persistente per tutta la sua lunghezza, ma è costellata dalla presenza di diversi cambi di pendenza e dossi. La parte iniziale pianeggiante immette su un breve muro (parte più ripida) che termina in una sezione molto ondulata che si protrae fino a poche decine di metri dal traguardo, posto alla fine di un breve muro.

## Albo d'oro

### Donne

#### Slalom gigante
| Data            | Competizione         | Primo             | Secondo          | Terzo            |
| --------------- | -------------------- | ----------------- | ---------------- | ---------------- |
| 2 dicembre 2023 | Coppa del Mondo 2024 | Federica Brignone | Petra Vlhová     | Mikaela Shiffrin |
| 3 dicembre 2023 | Coppa del Mondo 2024 | Federica Brignone | Lara Gut-Behrami | Mikaela Shiffrin |
| 7 dicembre 2024 | Coppa del Mondo 2025 | cancellata        | cancellata       | cancellata       |
| 8 dicembre 2024 | Coppa del Mondo 2025 | cancellata        | cancellata       | cancellata       |